# کلوئه دوفور-لاپوینت
کلوئه دوفور-لاپوینت (انگلیسی: Chloé Dufour-Lapointe؛ زادهٔ ۲ دسامبر ۱۹۹۱) ورزشکار اسکی نمایشی اهل کشور کانادا است.
وی در مسابقات کشوری و بین‌المللی در مجموع برنده یک مدال طلا، دو مدال نقره شده‌است.